# Latrodectus quartus
Latrodectus quartus är en spindelart som beskrevs av Abalos 1980. Latrodectus quartus ingår i släktet änkespindlar, och familjen klotspindlar. Inga underarter finns listade i Catalogue of Life.